# 2-氮杂环丁酮
2-氮杂环丁酮（英語：2-Azetidinone）是最简单的β-内酰胺，分子式为C3H5NO。它组成了所有β-内酰胺类抗生素的核心结构。